# Itchan Goro
Itchan Goro (auch: Intché Goro, Itchin Goro) ist ein Weiler im Arrondissement Zinder III der Stadt Zinder in Niger.

## Geographie
Der Weiler befindet sich nordwestlich des Stadtzentrums im ländlichen Gemeindegebiet von Zinder, der Hauptstadt der gleichnamigen Region Zinder. Zu den Nachbarorten von Itchan Goro zählen das Dorf Sarkin Gabari im Norden und der Weiler Makoïssa im Nordosten.
Wie im gesamten Gemeindegebiet von Zinder herrscht das Klima der Sahelzone vor, mit einer durchschnittlichen jährlichen Niederschlagsmenge zwischen 300 und 400 mm.

## Bevölkerung
Bei der Volkszählung 2012 hatte Itchan Goro 84 Einwohner, die in 11 Haushalten lebten. Bei der Volkszählung 2001 betrug die Einwohnerzahl 41 in 7 Haushalten.

## Wirtschaft und Infrastruktur
Es gibt eine Schule in der Siedlung.